# Montezumia trinitata
Montezumia trinitata är en stekelart som beskrevs av Willink 1982. Montezumia trinitata ingår i släktet Montezumia och familjen Eumenidae. Inga underarter finns listade i Catalogue of Life.